# アイドリズム
『アイドリズム』は、トムスより配信されていたソーシャルゲーム。基本ダウンロード無料（アイテム課金制）。2014年3月27日にサービスを開始し、2015年8月31日にサービスを終了した。その後読み物アプリ「ストリエ」にて『アイドリズム 〜Brand New Stage〜』のタイトルで連載されている。

## 登場人物
葛城天音（かつらぎ あまね）
声 - 三村ゆうな

一ノ瀬透子（いちのせ とうこ）
声 - 橋本結

神楽柚希（かぐら ゆずき）
声 - 優木かな

凪沙つぐみ（なぎさ つぐみ）
声 - 北方奈月

晴海詩乃（はるみ しの）
声 - 川西ゆうこ

椎倉百花（しいくら ももか）
声 - 土師亜文

椎倉千歳（しいくら ちとせ）
声 - 吉成由貴

椎倉万季（しいくら まき）
声 - 加藤さやか

カーミラ / 加藤美羅（かとう みら）
声 - 大地葉

猫屋敷棗（ねこやしき なつめ）
声 - 小野早稀

Quantum EVE 茜（クアンタム イヴ あかね） / 益川茜（ますかわ あかね）
声 - 吉田亜子

Quantum EVE 葵（クアンタム イヴ あおい） / 小林葵（こばやし あおい）
声 - 山口貴子

東雲うめ（しののめ うめ）
声 - 本多真梨子

琴平さくら（ことひら さくら）
声 - 新名彩乃

姫野美雪（ひめの みゆき）
声 - 宮本侑芽

真行寺里織（しんぎょうじ りおり）
声 - 小紺ココ

トキコIII（トキコサード） / 網戸巳真（あみと みま））
声 - 荒川ちか

七瀬深春（ななせ みはる）
声 - 鳥部万里子

大佛涼花（おさらぎ すずか）
声 - 石黒千尋

杏菜・リンドバーグ（あんな・リンドバーグ） / 宇野杏菜（うの あんな）
声 - 守屋亨香

由羽坂星良（ゆうさか せいら）
声 - 吉井彩実

ナディファ
声 - 山野瞳

赤嶺七海（あかみね ななみ）
声 - 日野ろい

片ヶ瀬理名（かたがせ りな）
声 - 山口理恵

岬アレクシス（みさき アレクシス）
声 - 近野誠一郎

春名一斗（はるな いちと）
声 - 梅原裕一郎

みるるる〜＊ / （御厨るみ）（みくりや るみ）
声 - 近村望実

加賀美ありす（かがみ ありす）
声 - ななひら

鶴巻小夜子（つるまき さよこ）
声 - 澪乃せいら

逢沢光流（あいざわ みつる）
声 - 山下大輝

嵯峨山陸（さがやま りく）
声 - 深町寿成

## コミック版
秋田書店の漫画雑誌『チャンピオンRED』にて、4コマ漫画『アイドリズムdeおうちイズム』が2015年3月号から2015年8月号まで連載。作画担当は、RIKI。

## CD
男性キャラクター・ユニット「MySTAR」「White†Wind」が歌うキャラクターソングがCD化されている。
- アイドリズム キャラクターCD 〜MySTAR / White†Wind〜（2016年5月25日発売、オリコン最高265位）

- 収録内容
  - SUPER STAR（歌：MySTAR(逢沢光流（山下大輝）&嵯峨山陸（深町寿成）) 作詞：min-hwa; 作曲：vasara
  - Brand New Day（歌：:White†Wind(逢沢光流（山下大輝）&春名一斗（梅原裕一郎）) 作詞：佐藤舞花、作曲：辺見さとし
  - 上記２曲のソロバージョン&カラオケバージョン
  - ミニドラマ「アイドリズム バックステージ 前編」
  - シチュエーションボイス(ダミーヘッドマイク収録)

男性キャラクター・ユニット「Radish」「LeX」が歌うキャラクターソングがCD化されている。
- アイドリズム キャラクターCD 〜Radish / LeX〜（2016年5月25日発売、オリコン最高259位）

- 収録内容
  - Beauty or the Beast（歌：Radish(春名一斗（梅原裕一郎）&岬アレクシス（近野誠一郎）） 作詞：min-hwa、作曲：vasara
  - オペラ座ロマンチカ（歌：:LeX(嵯峨山陸（深町寿成）&岬アレクシス（近野誠一郎）） 作詞：min-hwa; 作曲：vasara
  - 上記２曲のソロバージョン&カラオケバージョン
  - ミニドラマ「アイドリズム バックステージ 後編」
  - シチュエーションボイス(ダミーヘッドマイク収録)